# Lunascape
Lunascape是日本東京Lunascape公司所開發的網頁瀏覽器。其一大特色為可以使用三種主流的網頁排版引擎：Mozilla Firefox的Gecko、Safari的Webkit與Microsoft Internet Explorer的Trident。
Lunascape適用於Windows和Android平台，以及iPad和iPhone。

## 歷史
Lunascape最初發表於2001年10月，是由日本大學生近藤秀和（Hidekazu Kondo）所開發。隨著瀏覽器開始流行，近藤秀和在2004年8月成立了Lunascape公司，同時攻讀博士學位，並成為執行長。
這家公司自2008年6月起於美國加州桑尼維爾創立了分公司。